# ورزشگاه آلدو کانتونی
ورزشگاه آلدو کانتونی یک سالن سرپوشیده واقع در شهر سن خوان مرکز استان سن خوان است .
هاکی با چرخ یک ورزش بسیار محبوب در آرژانتین، به ویژه در استان سن خوان است. این ورزشگاه پنج بار میزبان جام جهانی هاکی روی چرخ بوده است و چندین تیم نیز از آن برای مسابقات لیگ ناسیونال آرژانتین استفاده می کنند.
سن خوان یکی از مکان‌های برگزاری مسابقات قهرمانی جهانی والیبال مردان FIVB در سال 2002 بود که میزبان پنج مسابقه از شش مسابقه گروه A بود. بازی افتتاحیه این مسابقات، بین آرژانتین و استرالیا،در شهربوئنوس آیرس برگزار شد.

## رویدادهای ورزشی
- قهرمانی جهان والیبال مردان FIVB 2002